# Philippe Tibeuf
Philippe Tibeuf est un footballeur international français né le 17 juin 1962 à Dinan. Professionnel de 1978 à 1991, il évoluait au poste d'attaquant et compte deux sélections en équipe de France.

## Biographie
Formé par En Avant Guingamp, il débute en Division 2 lors de la saison 1980-1981 et explose trois saisons plus tard. En effet, lors la saison 1983-1984, il marque 18 buts en 32 rencontres de Division 2 et attire la convoitise de clubs de l'élite. Il signe ainsi en juin 1984 à l'AS Monaco.

Il y remporte son seul titre majeur avec la Coupe de France en 1985. Après une saison en demi-teinte en 1986-1987, il signe à l'AS Saint-Étienne, qui n'a pu réussir à faire revenir Dominique Rocheteau. Avec Patrice Garande, l'alchimie s'opère tout de suite, le club stéphanois termine quatrième en 1987-1988, Patrice Garande marque 17 buts et Philippe 12. Mais lors des deux saisons suivantes, en revanche, même si Philippe est constant dans ses performances, le club ne parvient pas à se qualifier pour une coupe d'Europe.

 Durant cette période, Philippe reçoit deux sélections en équipe de France, la première le 28 mars 1990 à Budapest contre la Hongrie (1-3), la seconde le 17 novembre 1990 à Tirana contre l'Albanie (0-1).

 Mais sa quatrième saison chez les Verts se termine mal : le 24 février 1991, il se blesse gravement au genou gauche dans un choc avec le gardien nantais David Marraud. Cette blessure, rupture des ligaments croisés, met fin prématurément à sa carrière professionnelle et ainsi donc à ses espoirs de jouer l'Euro 92.

## Statistiques

### En club
| Saison                | Club                  | Championnat           | Championnat | Championnat | Coupe(s) nationale(s) | Coupe(s) nationale(s) | Compétition(s) continentale(s) | Compétition(s) continentale(s) | Compétition(s) continentale(s) | Total | Total |
| Saison                | Club                  | Division              | M.          | B.          | M.                    | B.                    | Comp.                          | M.                             | B.                             | M.    | B.    |
| 1977-1978             | Plancoët              |                       | -           | -           | -                     | -                     | -                              | -                              | -                              | 0     | 0     |
| 1978-1979             | EA Guingamp B         | DH                    | -           | -           | -                     | -                     | -                              | -                              | -                              | 0     | 0     |
| 1979-1980             | EA Guingamp B         | DH                    | -           | -           | -                     | -                     | -                              | -                              | -                              | 0     | 0     |
| 1980-1981             | EA Guingamp           | D2                    | 1           | 0           | -                     | -                     | -                              | -                              | -                              | 1     | 0     |
| 1981-1982             | EA Guingamp           | D2                    | 7           | 0           | -                     | -                     | -                              | -                              | -                              | 7     | 0     |
| 1982-1983             | EA Guingamp           | D2                    | 5           | 2           | -                     | -                     | -                              | -                              | -                              | 5     | 2     |
| 1983-1984             | EA Guingamp           | D2                    | 32          | 18          | 5                     | 1                     | -                              | -                              | -                              | 37    | 19    |
| Sous-total            | Sous-total            | Sous-total            | 45          | 20          | 5                     | 1                     | -                              | 0                              | 0                              | 50    | 21    |
| 1984-1985             | AS Monaco             | D1                    | 20          | 2           | 9                     | 7                     | C3                             | 1                              | 1                              | 30    | 10    |
| 1985-1986             | AS Monaco             | D1                    | 24          | 3           | 1                     | 0                     | C2                             | 1                              | 0                              | 26    | 3     |
| 1986-1987             | AS Monaco             | D1                    | 11          | 2           | -                     | -                     | -                              | -                              | -                              | 11    | 2     |
| Sous-total            | Sous-total            | Sous-total            | 55          | 7           | 10                    | 7                     | -                              | 2                              | 1                              | 67    | 15    |
| 1987-1988             | AS Saint-Étienne      | D1                    | 31          | 12          | 1                     | 0                     | -                              | -                              | -                              | 32    | 12    |
| 1988-1989             | AS Saint-Étienne      | D1                    | 28          | 10          | 1                     | 0                     | -                              | -                              | -                              | 29    | 10    |
| 1989-1990             | AS Saint-Étienne      | D1                    | 36          | 10          | 5                     | 0                     | -                              | -                              | -                              | 41    | 10    |
| 1990-1991             | AS Saint-Étienne      | D1                    | 26          | 7           | -                     | -                     | -                              | -                              | -                              | 26    | 7     |
| Sous-total            | Sous-total            | Sous-total            | 121         | 39          | 7                     | 0                     | -                              | 0                              | 0                              | 128   | 39    |
| Total sur la carrière | Total sur la carrière | Total sur la carrière | 221         | 66          | 22                    | 8                     | -                              | 2                              | 1                              | 245   | 75    |

### En équipe de France
- 2 sélections en 1990

| Matchs internationaux de Philippe Tibeuf | Matchs internationaux de Philippe Tibeuf | Matchs internationaux de Philippe Tibeuf | Matchs internationaux de Philippe Tibeuf | Matchs internationaux de Philippe Tibeuf | Matchs internationaux de Philippe Tibeuf | Matchs internationaux de Philippe Tibeuf                |
| #                                        | Date                                     | Lieu                                     | Adversaire                               | Résultat                                 | Compétition                              | Notes                                                   |
| ---------------------------------------- | ---------------------------------------- | ---------------------------------------- | ---------------------------------------- | ---------------------------------------- | ---------------------------------------- | ------------------------------------------------------- |
| 1                                        | 28 mars 1990                             | Népstadion, Budapest, Hongrie            | Hongrie                                  | V 3 - 1                                  | Match amical                             | Titulaire, remplacé par Fabrice Divert à la 63e minute. |
| 2                                        | 17 novembre 1990                         | Stade Qemal-Stafa, Tirana, Albanie       | Albanie                                  | V 1 - 0                                  | Éliminatoires de l'Euro 1992             | Titulaire, remplacé par David Ginola à la 67e minute.   |

## Palmarès

### En club
- Vainqueur de la Coupe de France en 1985 avec l'AS Monaco
- Vainqueur du Trophée des champions en 1985 avec l'AS Monaco

### Records
- Fait partie de l'équipe de France qui dispute 19 matchs sans défaite (entre mars 1989 et le 19 février 1992)
- Fait partie de l'équipe de France qui remporte tous les matchs des Éliminatoires du Championnat d'Europe de football 1992 (une première en Europe)